# La Joya, Oaxaca
La Joya är en ort i Mexiko.   Den ligger i kommunen San Andrés Nuxiño och delstaten Oaxaca, i den sydöstra delen av landet, 300 km sydost om huvudstaden Mexico City. La Joya ligger 2 232 meter över havet och antalet invånare är 121.
Terrängen runt La Joya är huvudsakligen lite kuperad. La Joya ligger uppe på en höjd. Runt La Joya är det ganska glesbefolkat, med 43 invånare per kvadratkilometer. Närmaste större samhälle är San Francisco Telixtlahuaca, 17,5 km öster om La Joya. I omgivningarna runt La Joya växer huvudsakligen savannskog.